# 木村比査子
木村 比査子（きむら ひさこ、8月10日 - ）は、北海道を拠点に活動する気象予報士、防災士。

## 来歴
青森県出身。日本大学を卒業後、航空会社勤務を経て気象予報士になる。
2004年からは北海道放送 (HBC) 本社内に設けられている気象情報専門の部署「HBCウェザーセンター」に所属し、同局のテレビやラジオで放送の気象情報コーナーを担当（TBS系全国ネット番組の北海道ローカルパートも含む）。同年末には、北海道放送公式サイト内の「アナウンサー＆パーソナリティ」に木村のプロフィールページが設けられた。
途中、結婚・出産で1年半休職していたが、2010年春に職場復帰を果たした。

## 担当番組
すべて北海道ローカルの気象情報コーナー担当。

### テレビ番組
- ニュースフロント（TBS）
- 朝ビタTV（HBCテレビ）
- みのもんたの朝ズバッ!（TBS）
- きょう発プラス!（TBS）
- [E]スポーツ（HBCテレビ）
- きょう発プラス!（TBS）

### ラジオ番組
- 朝刊さくらい（HBCラジオ）
- 一平・直子のほっとスマイル!（HBCラジオ）
- カーナビラジオ午後一番!（HBCラジオ）
- 加藤雅章の夕刊ほっかいどう（HBCラジオ）
- 夕刊おがわR（HBCラジオ）